# طوقان الجبل القلنسوي
طوقان الجبل القلنسوي (الاسم العلمي: Andigena cucullata) (بالإنجليزية: Hooded Mountain Toucan)‏ هو نوع من الطيور يتبع جنس طوقان الجبل من الفصيلة الطوقانية.